# ارن دینکچی
ارن دینکچی (انگلیسی: Eren Dinkçi؛ زادهٔ ۱۳ دسامبر ۲۰۰۱) بازیکن فوتبال اهل آلمان است.
وی همچنین در تیم‌های ملی فوتبال Turkey national under-19 football team و زیر ۲۰ سال آلمان بازی کرده‌است.